# جيسوب (جورجيا)
جيسوب (بالإنجليزية: Jesup, Georgia)‏ هي مدينة تقع في مقاطعة وين، جورجيا بولاية جورجيا في الولايات المتحدة. تبلغ مساحة هذه المدينة 42.9 (كم²)، وترتفع عن سطح البحر 29 م، بلغ عدد سكانها 10214 نسمة في عام 2010 حسب إحصاء مكتب تعداد الولايات المتحدة.

## معرض صور

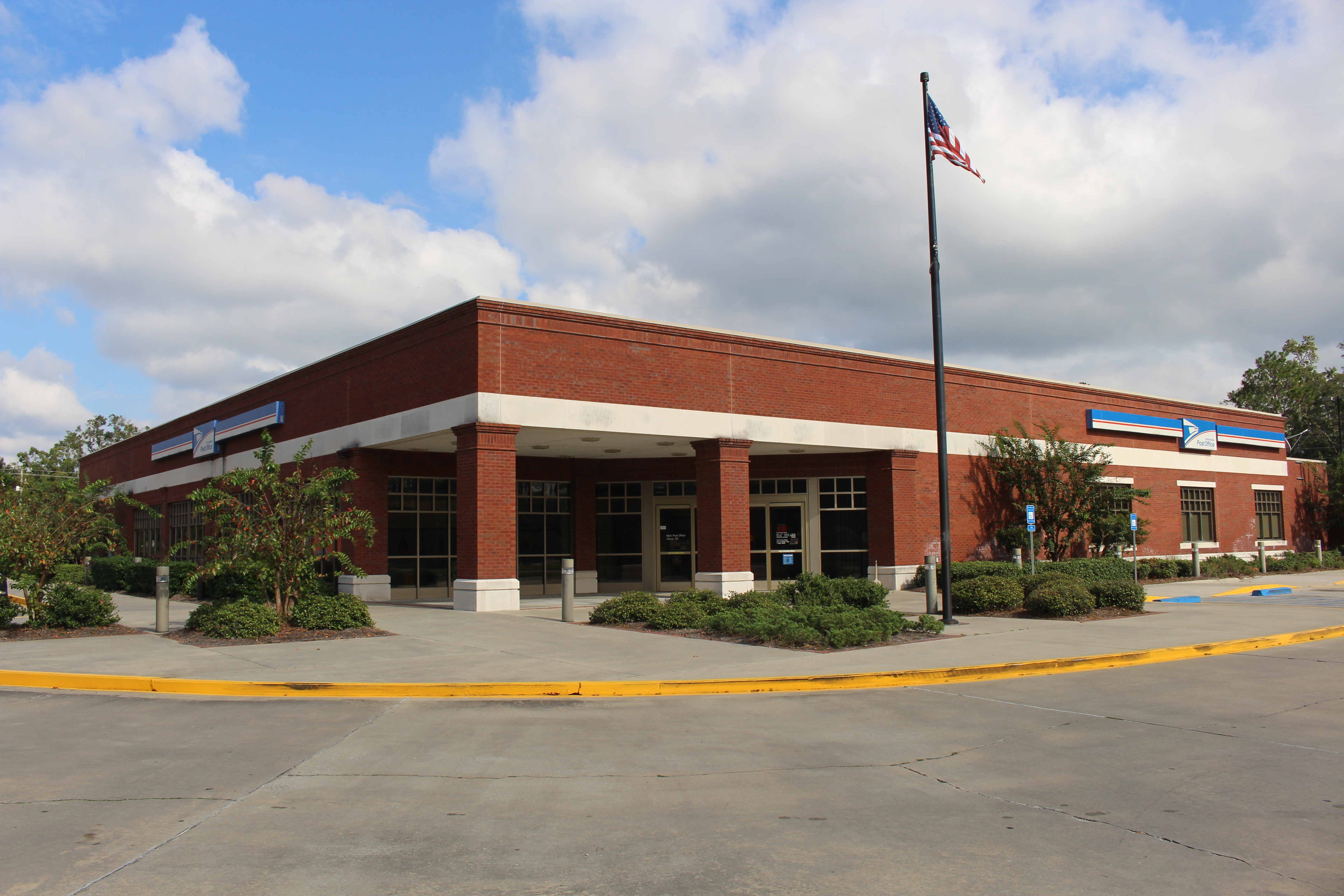
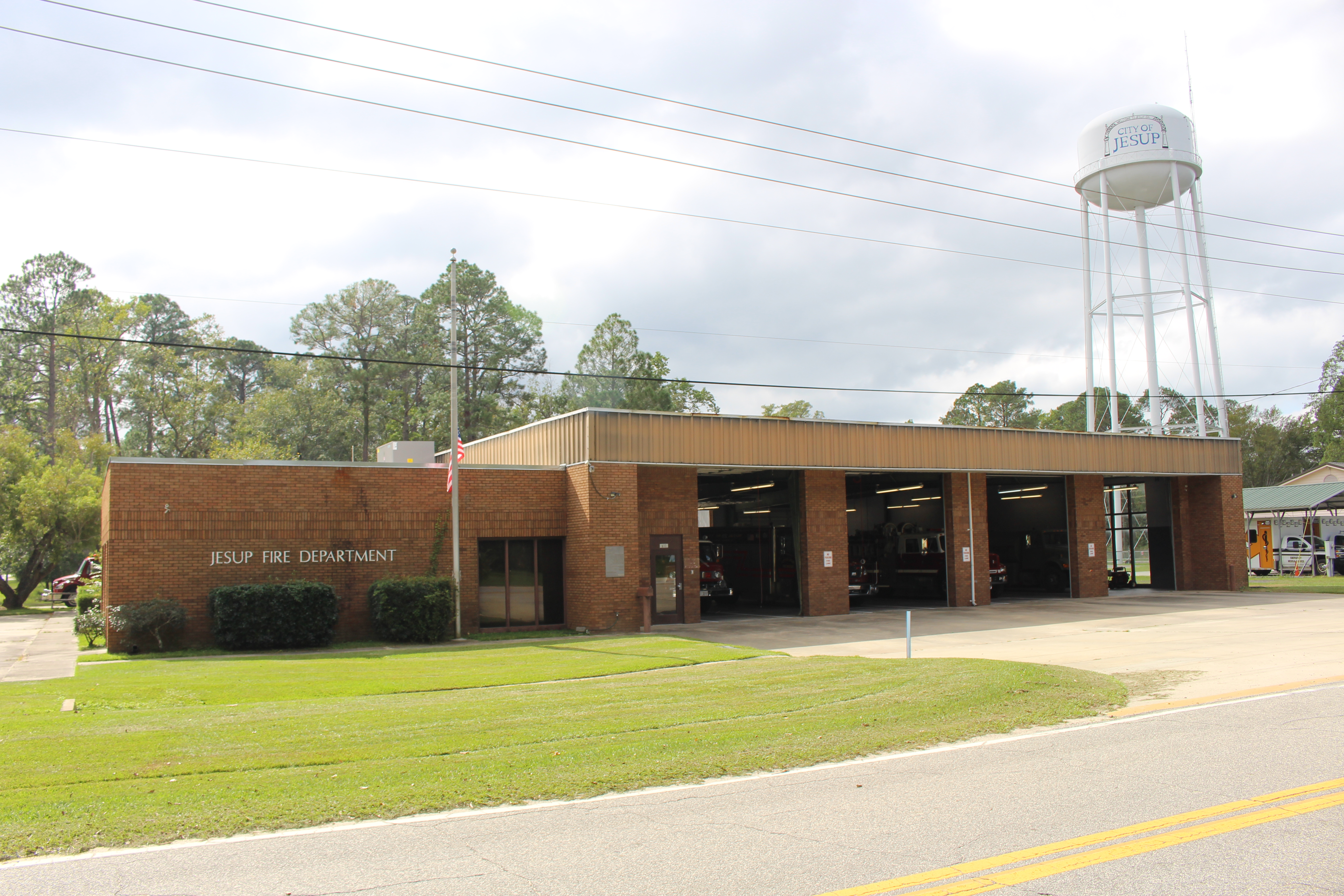
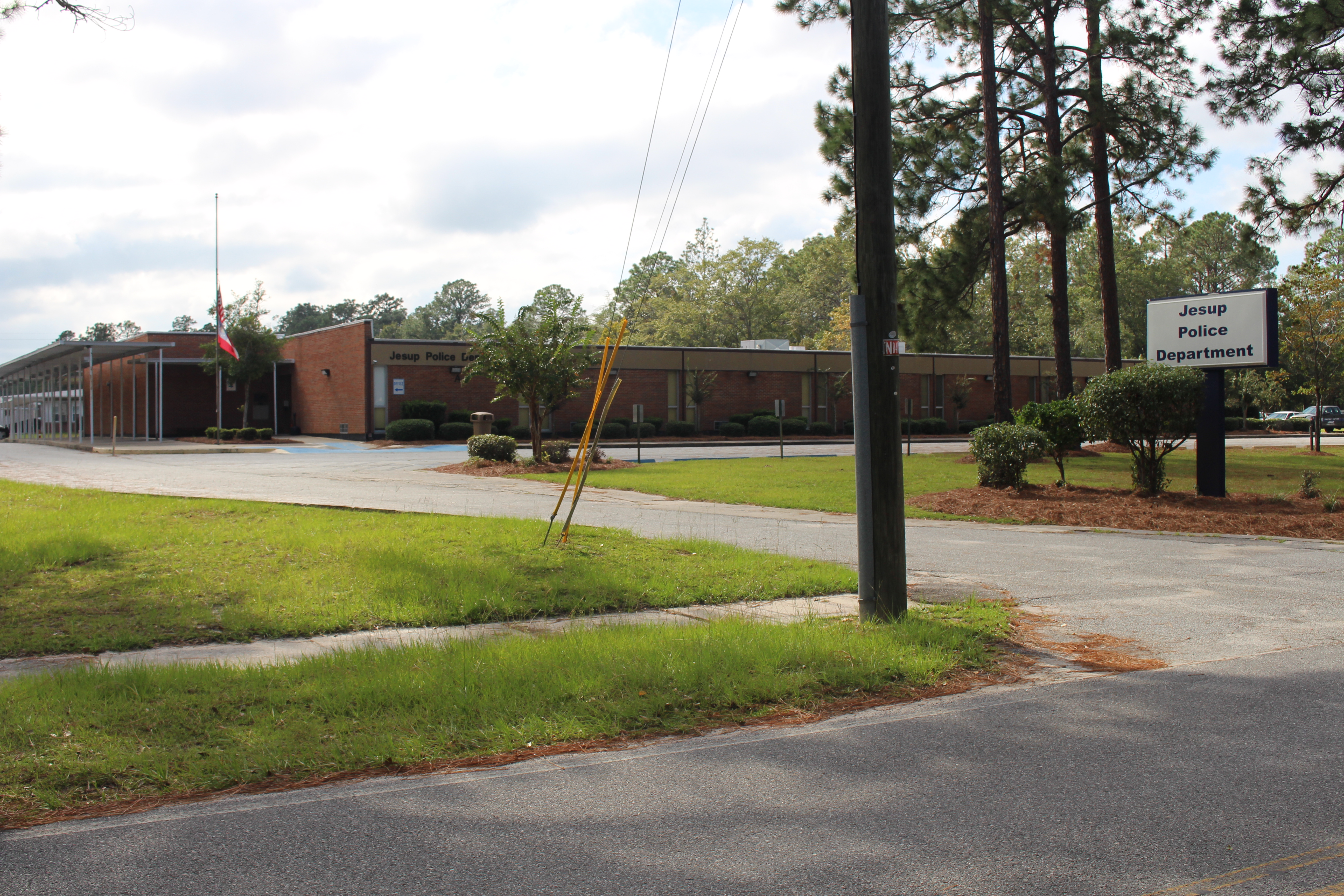
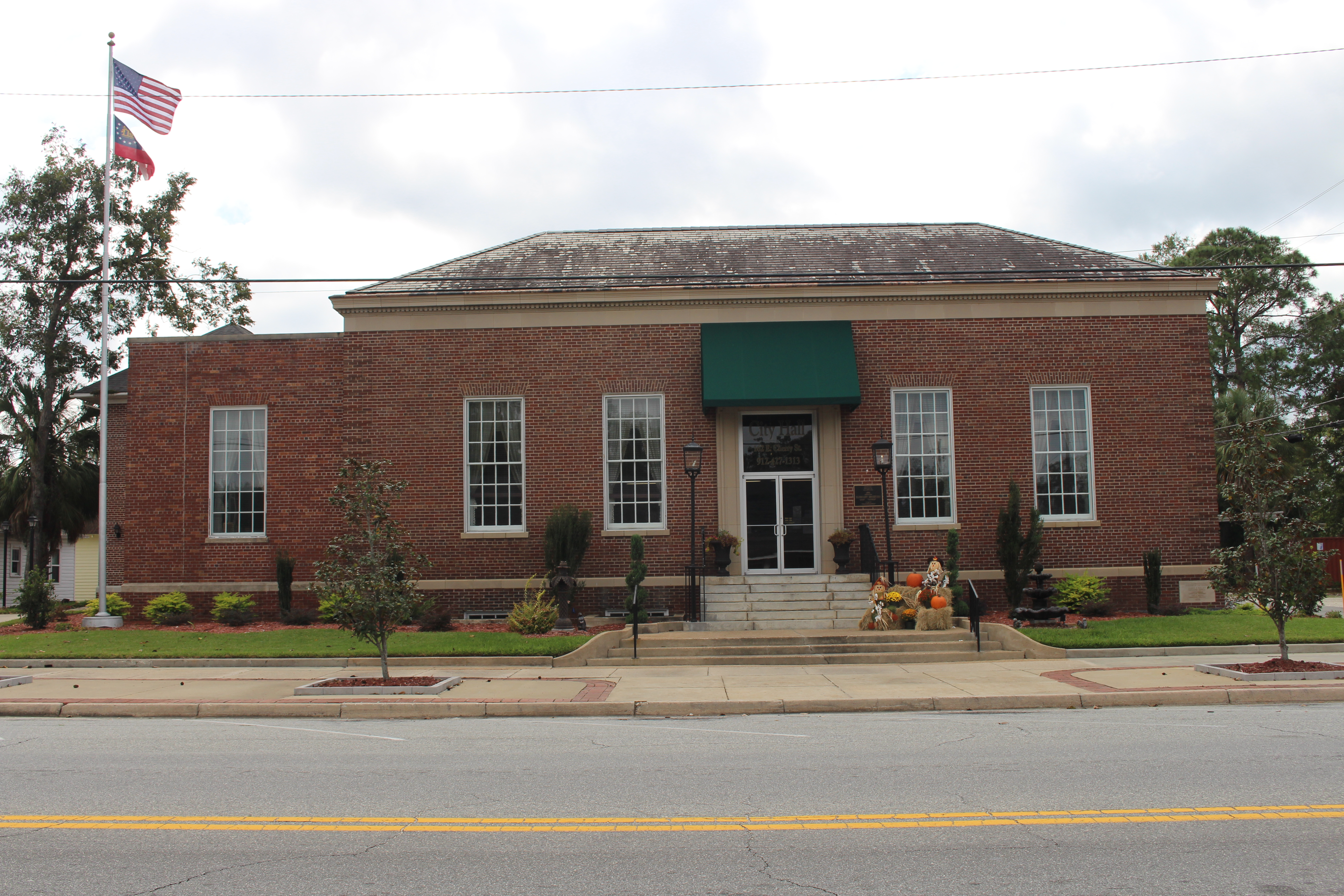

## أعلام
- دوني غرين
- دايفيد هسندريكس
- إد بيكون
- اريك كارتر
- ليندسي سكوت
- ودي ديفيس
- ستان جوستين

## وصلات خارجية
- Cities & Counties - Georgia.gov